# Ruellia nitens
Ruellia nitens är en akantusväxtart som först beskrevs av Christian Gottfried Daniel Nees von Esenbeck, och fick sitt nu gällande namn av D.C. Wasshausen. Ruellia nitens ingår i släktet Ruellia och familjen akantusväxter. Inga underarter finns listade i Catalogue of Life.